# 瓶裝氣

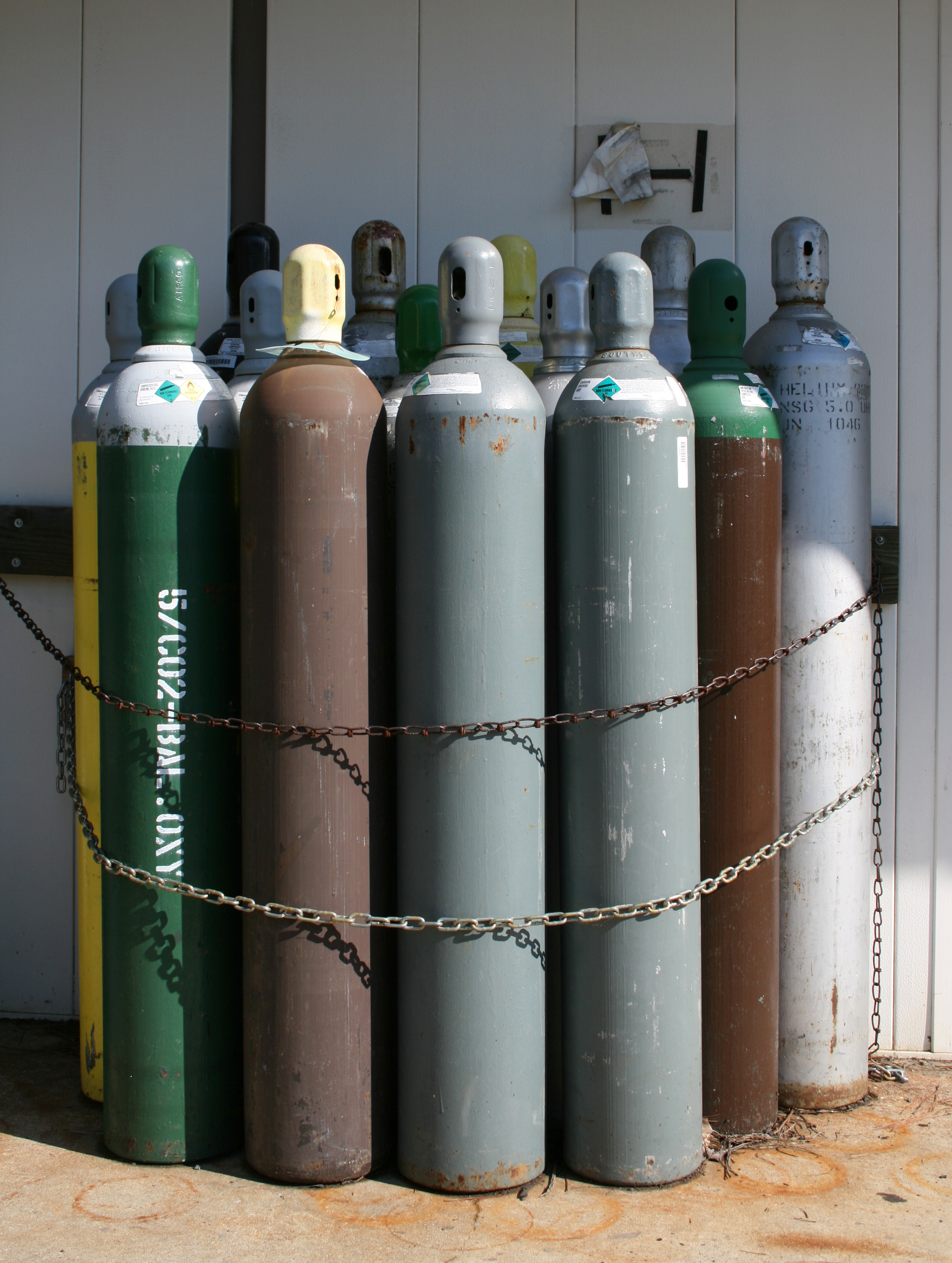
杜克大学內的各种气瓶

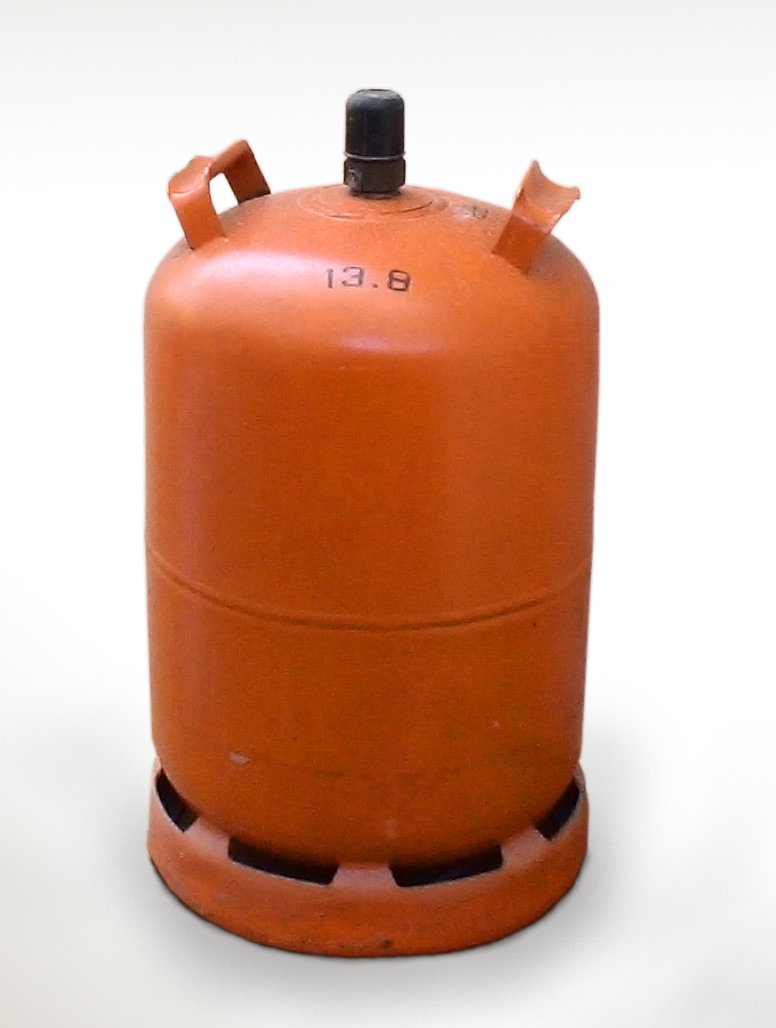
丁烷气瓶

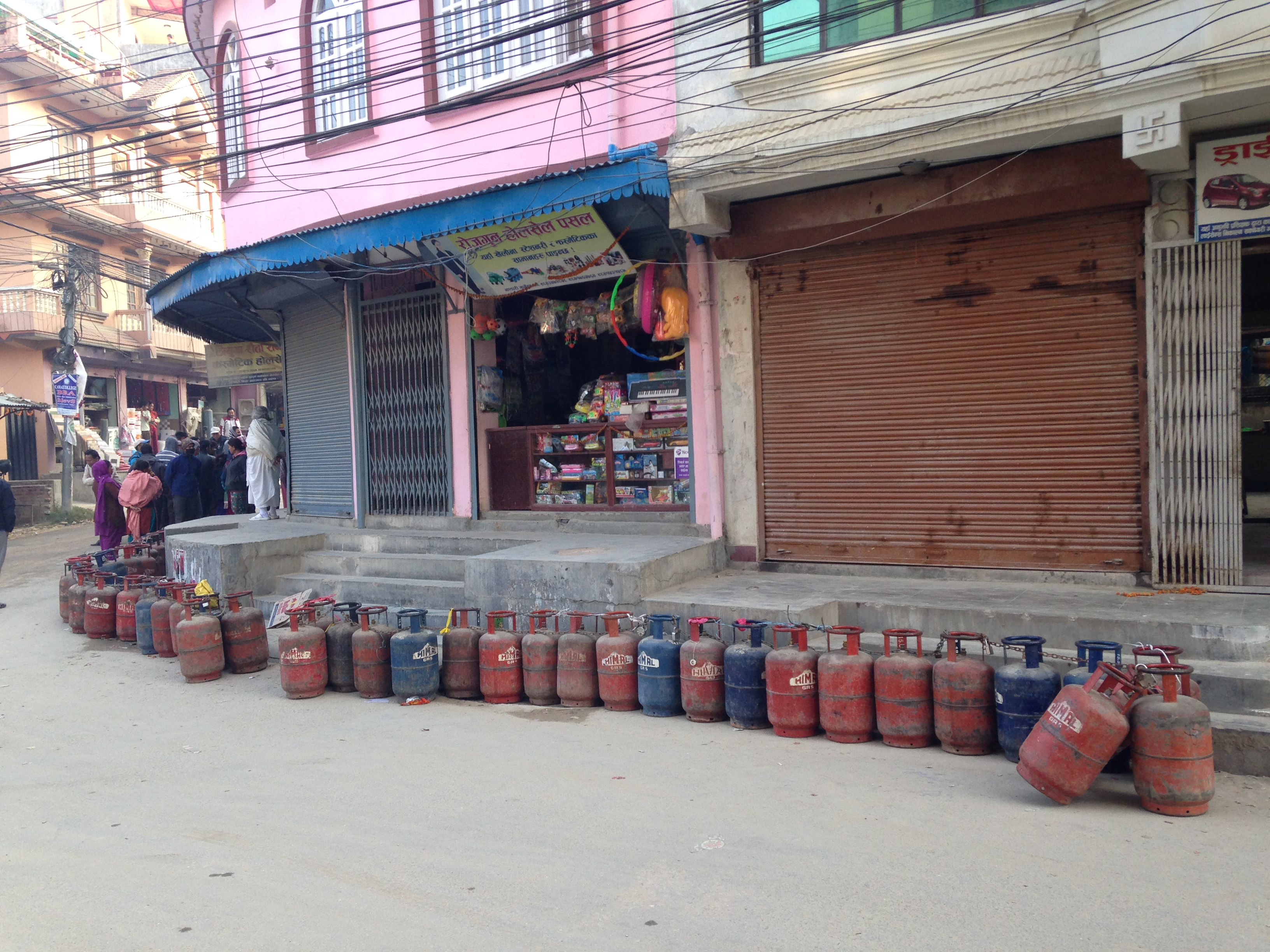
加德满都一条街道上的一排液化石油气气瓶

瓶装气是指标准状况下呈气态并已压缩以及储存在碳钢、不锈钢、铝等复合材料製成的气瓶中的物质。由于处于高压状态的氣體非常危险，因此对于处理瓶装气体有特殊的安全规定。这些措施包括為阻止氣瓶跌落而用链子固定氣瓶以及防止瓶裝氣泄漏时造成伤害或死亡而進行适当的通风。